# コラ・ヴォケール

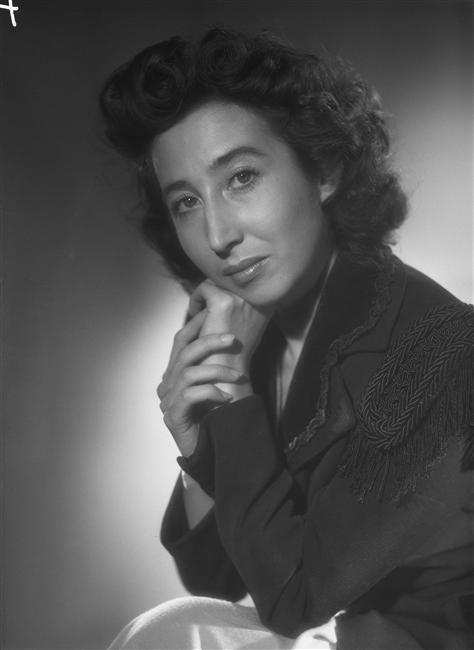
コラ・ヴォケール(1946年)

コラ・ヴォケール（Cora Vaucaire、1918年7月22日 - 2011年9月17日）は、フランスのシャンソン歌手。

## 略歴
1918年、マルセイユ生まれ。夫は、作詞家のミシェル・ヴォケールで、エディット・ピアフが歌う「水に流して」(Non, Je ne regrette rien)の作詞で知られている。
ジャック・プレヴェールの歌詞のついた曲を歌い、特に「枯葉」をヒットさせたことで有名である。1870年代からある曲「さくらんぼの実る頃」の録音も、よく聴かれる。
「サン・ジェルマン・デプレの白い貴婦人」"La Dame Blanche de Saint-Germain-des-Prés" との異名を持つ。
日本にも、1980年、1983年と来日している。
2011年9月17日、パリで死去。93歳没。墓所はペール・ラシェーズ墓地。

## 有名な持ち歌
- 枯葉 - Les Feuilles mortes
- さくらんぼの実る頃 - Les temps de cerises
- 三つの小さな音符 - Trois Petites Notes De Musique
- モンマルトルの丘 - La complainte de la butte